# NGC 5732
NGC 5732 (другие обозначения — UGC 9467, MCG 7-30-48, ZWG 220.46, IRAS14386+3851, PGC 52438) — галактика в созвездии Волопас.
Этот объект входит в число перечисленных в оригинальной редакции «Нового общего каталога».